# Żukowo (wieś w powiecie kartuskim)
Żukowo (kaszub. Żukòwò) – wieś kaszubska w Polsce, położona w województwie pomorskim, w powiecie kartuskim, w gminie Żukowo.
| SIMC    | Nazwa            | Rodzaj    |
| ------- | ---------------- | --------- |
| 0935133 | Dębniak          | część wsi |
| 0177537 | Lisewo           | część wsi |
| 1014464 | Lniska           | część wsi |
| 1014487 | Pustki Żukowskie | część wsi |

Do 31 grudnia 2014 r. wyróżniano dodatkowo kolonię Elżbietowo (nie mylić z osiedlem miasta Żukowa o tej samej nazwie).
W latach 1975–1998 miejscowość administracyjnie należała do województwa gdańskiego.
Miejscowości nie należy mylić z miastem Żukowo - siedzibą władz gminy.